# Kempynus digoniostigma
Kempynus digoniostigma är en insektsart som beskrevs av Oswald 1994. Kempynus digoniostigma ingår i släktet Kempynus och familjen vattenrovsländor. Inga underarter finns listade i Catalogue of Life.